# Xã Roosevelt, Quận Beltrami, Minnesota
Xã Roosevelt (tiếng Anh: Roosevelt Township) là một xã thuộc quận Beltrami, tiểu bang Minnesota, Hoa Kỳ. Năm 2010, dân số của xã này là 225 người.